# Afganistan na Letnich Igrzyskach Olimpijskich 1968
Afganistan na XIX Letnich Igrzyskach Olimpijskich w Meksyku reprezentowała ekipa licząca 5 mężczyzn.
Był to 6. start Afganistanu na letnich igrzyskach olimpijskich (poprzednie to 1936, 1948, 1956, 1960, 1964).

## Reprezentanci

### Zapasy
- waga kogucia: Ahmad Djan – odpadł w eliminacjach
- waga piórkowa: Mohammad Ibrahim Kederi – odpadł w eliminacjach
- waga lekka: Aka-Jahan Dastagir – odpadł w eliminacjach
- waga półśrednia: Kayum Ayub – odpadł w eliminacjach
- waga średnia: Ghulam Dastagir – odpadł w eliminacjach